# Neptis mayottensis
Neptis mayottensis är en fjärilsart som beskrevs av Charles Oberthür 1890. Neptis mayottensis ingår i släktet Neptis och familjen praktfjärilar. Inga underarter finns listade i Catalogue of Life.